# Mycetina quadrimaculata
Mycetina quadrimaculata es una especie de coleóptero de la familia Endomychidae.

## Distribución geográfica
Habita en Singapur.